# Jaderná elektrárna Kecerovce
Jaderná elektrárna Kecerovce (slovensky Jadrová elektráreň Kecerovce), jinak taky JEKE nebo zkráceně EKE byla třetí plánovaná jaderná elektrárna na Slovensku. Nacházet se měla poblíž Košic u vesnice Kecerovce. Měla disponovat dvěma, později čtyřmi jadernými reaktory VVER o celkovém výkonu 4000 MW. Projekt byl zastaven po roce 1989.

## Historie a technické informace

### Počátky
V 70. letech byly do plánů rozvoje jaderné energetiky v Československu přidány nové možné lokality, včetně některých na východním Slovensku. Příkladem může být Žehňa nedaleko Prešova a Kecerovce u vesnice Kecerovce. Dne 30. dubna 1986 bylo poprvé zahájeno dlouhodobé sledování oblasti kolem plánované lokality na 17 místech. S ohledem na gama záření se to však ukázalo jako obtížné kvůli havárii reaktoru v Černobylu 26. dubna 1986. Do roku 1987 se plány na jadernou elektrárnu v oblasti kolem obce Kecerovce v Košickém kraji upřesnily, aby vodní hospodářství mohlo plánovat, jak získat vodu potřebnou pro chlazení čtyř 1000 MW reaktorů v regionu. Jedinou možností bylo postavit sedm vodních elektráren u Drienova na řece Toryse, u Ružína na Hornádu a u Kysaku na Hornádu tak, aby vzniklo spojení z Hornádu na Torysu. Vodu do Torysy měla přivádět i další elektrárna u Plavku na Popradu. U Obišovce navíc měla vyrůst elektrárna, která by situaci stabilizovala. Celkový výkon všech vodních elektráren měl být 67,4 MW. Plánování elektrárny bylo obdobné jako u dvou jaderných elektráren ve východních Čechách u Opatovic a na severní Moravě u Blahutovic.
Vzhledem k tomu, že se v budoucnu měly stavět pouze elektrárny s výkony mezi 2000 a 4000 MW, bylo hledání dalších lokalit omezené. Do roku 1988 bylo k dispozici pět variant, které měly být zpracovány jedna po druhé. Konstrukční varianty a dříve určené pořadí bylo následující; Výstavba nové elektrárny u Opatovic o výkonu 2000 MW, výstavba Blahutovic o výkonu 2000 MW, rozšíření Blahutovic na 4000 MW, výstavba elektrárny Kecerovce o výkonu 2000 MW, rozšíření Temelína na 4000 MW.
Pořadí se však v roce 1989 změnilo. Zatímco Opatovice byly zcela odstraněny, byla upřednostněna výstavba elektrárny Kecerovce před stavbou Blahutovic. Investiční plány pro tyto dva závody byly dokončeny v roce 1989. Zároveň však došlo k problémům s financováním a postupem výstavby v jaderné elektrárně Mochovce. Přibližně ve stejnou dobu byly v březnu ukončeny práce na dlouhodobém monitorování lokality. V důsledku sametové revoluce v roce 1989 se změnily zájmy elektroenergetiky; namísto dříve možných lokalit v Kecerovcích, Blahutovicích a pozdější lokalitě Tetov ve středních Čechách se nyní uvažovalo o oblasti v severních Čechách. V roce 1990 se k plánovaným lokalitám pro jadernou elektrárnu přidala také lokalita Počerady na severní Moravě. Poté, co ekoaktivisté zpomalili výstavbu jaderné elektrárny Temelín, byla výstavba jaderné elektrárny Kecerovce odložena, zejména proto, že v jaderné elektrárně Bohunice opět nastaly problémy. Po roce 1991 přišly v úvahu poprvé západní modely reaktorů pro Kecerovce, ale také pro Tetov, Blahutovice a 3. a 4. blok elektrárny Temelín. Plány jaderné elektrárny však zůstaly nedokončené.

### Obnovení plánů
V roce 2008 byla lokalita znovu projednána v plánu energetické bezpečnosti pro reaktor o výkonu 1200 MW. Rozpočet byl stanoven na zhruba 3,8 miliardy eur. Důvodem je, že Kecerovce mají nahradit ztracené kapacity po odstávce Bohunic V2.

### Výstavba
Rok začátku výstavby není znám. Existuje však oficiální harmonogram z prosince 1985, který stanovoval, že první blok bude uveden do provozu v roce 1999. Vzhledem k tomu, že očekávaná doba výstavby je 4 až 5 let pro blok VVER-1000, lze usuzovat, že s výstavbou prvního bloku by se začalo v roce 1994 nebo 1995. Harmonogram z roku 1990 naopak uvažuje spuštění prvního bloku v roce 2001 a druhého v roce 2003.
Původní plány stanovovaly typ reaktoru na VVER-1000/320, které byly později změněny na "Blok nové generace", čímž se rozumí model reaktoru VVER-1000/392 (AES-92). Hrubý výkon bloku by byl 1000 MW a čistý 950 MW. Chlazení měly obstarávat chladicí věže. Zpočátku však měly být postaveny pouze dva reaktory.

## Informace o reaktorech
| Reaktor     | Typ reaktoru  | Výkon  | Výkon   | Zahájení stavby                         | Připojení k síti                        | Uvedení do provozu                      | Uzavření |
| Reaktor     | Typ reaktoru  | Čistý  | Hrubý   | Zahájení stavby                         | Připojení k síti                        | Uvedení do provozu                      | Uzavření |
| ----------- | ------------- | ------ | ------- | --------------------------------------- | --------------------------------------- | --------------------------------------- | -------- |
| Kecerovce-1 | VVER-1000/320 | 950 MW | 1000 MW | Plánovaná výstavba zrušena po roce 1990 | Plánovaná výstavba zrušena po roce 1990 | Plánovaná výstavba zrušena po roce 1990 |          |
| Kecerovce-2 | VVER-1000/320 | 950 MW | 1000 MW | Plánovaná výstavba zrušena po roce 1990 | Plánovaná výstavba zrušena po roce 1990 | Plánovaná výstavba zrušena po roce 1990 |          |
| Kecerovce-3 | VVER-1000/320 | 950 MW | 1000 MW | Plánovaná výstavba zrušena po roce 1990 | Plánovaná výstavba zrušena po roce 1990 | Plánovaná výstavba zrušena po roce 1990 |          |
| Kecerovce-4 | VVER-1000/320 | 950 MW | 1000 MW | Plánovaná výstavba zrušena po roce 1990 | Plánovaná výstavba zrušena po roce 1990 | Plánovaná výstavba zrušena po roce 1990 |          |